# Pretty Girls (песня)
«Pretty Girls» (с англ. — «Красотки») — совместный сингл американской певицы Бритни Спирс и австралийской хип-хоп исполнительницы Игги Азалии, выпущенный 4 мая 2015 года звукозаписывающей компанией RCA. Текст композиции был написан в сотрудничестве с британской группой Little Mix и американским трио The Invisible Men, которые выступили продюсерами песни.
Композиция получила смешанные отзывы музыкальных критиков, которые называли её летним хитом, но критиковали за схожесть с песней Азалии «Fancy».

## История создания и релиз
9 сентября 2014, во время интервью с телеканалом Extra в связи с запуском коллекции нижнего белья The Intimate Britney Spears Collection в Нью-Йорке, Бритни сообщила о том, что начала работу над новым альбомом. На вопрос о будущих совместных проектах с другими музыкальными исполнителями, Бритни ответила, что рассматривает возможность работы с Кэти Перри, либо с Игги Азалией.

## Отзывы критиков
Сразу после релиза композиция была встречена неоднозначными отзывами от музыкальных критиков. Многие отметили коммерческий потенциал песни и назвали сингл «летним хитом». Одновременно с этим критики проводили параллели между «Pretty Girls» и «Fancy», находя обе композиции практически идентичными.
«Vulture» назвали «Pretty Girls» «имитацией» «Fancy», сравнивая схожую продукцию и лирический посыл. Похожее мнение было высказано журналистом издания Spin, который посчитал песню «храбрым гимном девушки».
Издание «Under The Gun» назвало «Pretty Girls» «худшей песней 2015 года». NY Post посчитали сотрудничество Спирс и Азалии «крайне шаблонным», а саму композицию — «позорной».

## Видеоклип
Премьера клипа состоялась 13 мая 2015.
Примечательно, что съемки отдельных сцен клипа происходили на улицах Лос-Анджелеса, где Бритни и Игги были замечены 9 апреля 2015.

## Список композиций
1. «Pretty Girls» — 2:44

## Чарты
| Чарты (2015)                               | Высшая позиция |
| ------------------------------------------ | -------------- |
| Австралия (ARIA)                           | 27             |
| Австрия (Ö3 Austria Top 40)                | 74             |
| Бельгия/Фландрия (Ultratip Bubbling Under) | 1              |
| Бельгия/Валлония (Ultratop 50)             | 42             |
| Бельгия Urban (Ultratop Flanders)          | 15             |
| Канада (Billboard Canadian Hot 100)        | 16             |
| Канада CHR/Top 40 (Billboard)              | 27             |
| Канада Hot AC (Billboard)                  | 41             |
| СНГ (TopHit Airplay)                       | 190            |
| Чехия (Singles Digitál Top 100)            | 72             |
| Финляндия (Radiosoittolista Airplay)       | 60             |
| Финляндия (Latauslista Download)           | 16             |
| Франция (SNEP)                             | 25             |
| Германия (Official German Charts)          | 88             |
| Греция Digital Songs (Billboard)           | 6              |
| Венгрия (Single Top 40)                    | 11             |
| Ирландия (IRMA)                            | 60             |
| Италия (FIMI)                              | 75             |
| Шотландия (OCC Scotland)                   | 10             |
| Словакия (Singles Digitál Top 100)         | 87             |
| Испания (PROMUSICAE)                       | 85             |
| Республика Корея (Gaon)                    | 18             |
| Швеция Digital Songs (DigiListan)          | 5              |
| Великобритания (OCC UK Singles)            | 16             |
| США (Billboard Hot 100)                    | 29             |
| США (Billboard Dance Club Songs)           | 1              |
| США (Billboard Pop Airplay)                | 23             |

| Чарты (2015)                      | Позиция |
| --------------------------------- | ------- |
| Бельгия Urban (Ultratop Flanders) | 69      |
| США Dance Club Songs (Billboard)  | 32      |

## Сертификации
| Регион | Сертификация | Продажи |
| --- | ------------ | ------- |
| Польша (ZPAV) | Золотой      | 10 000* |
| Республика Корея (Gaon) | —            | 20,679  |
| США (RIAA) | Золотой      | 500 000 |
| * Данные о продажах приведены только на основе сертификации. · Данные о продажах + прослушиваниях приведены только на основе сертификации. |              |         |

## История релиза
| Страна         | Дата         | Формат издания       | Лейбл      |
| -------------- | ------------ | -------------------- | ---------- |
| США            | 4 мая 2015   | Цифровая дистрибуция | RCA        |
| Франция        | 4 мая 2015   | Цифровая дистрибуция | Sony Music |
| Германия       | 4 мая 2015   | Цифровая дистрибуция | Sony Music |
| Италия         | 4 мая 2015   | Цифровая дистрибуция | Sony Music |
| Испания        | 4 мая 2015   | Цифровая дистрибуция | Sony Music |
| США            | 5 мая 2015   | Радио                | RCA        |
| США            | 5 мая 2015   |                      | RCA        |
| Великобритания | 14 июня 2015 | Цифровая дистрибуция | RCA        |